# Касатонов, Владимир Афанасьевич
Влади́мир Афана́сьевич Касато́нов (8 [21] июля 1910, Петергоф, Российская империя — 9 июня 1989, Москва, РСФСР, СССР) — советский военачальник, адмирал флота (18 июня 1965). Герой Советского Союза (25.11.1966). Депутат Верховного Совета СССР 5—9 созывов.

## Биография
Отец — полный Георгиевский кавалер Афанасий Степанович Касатонов (1880—1968), служивший в лейб-гвардии Уланском полку. Владимир вырос в семье отца в Петергофе, и там, бывая на пирсах яхт-клуба, приобрёл любовь к морю и получил свою первую морскую практику в яхтенных походах, что предопределило выбор его жизненного пути.
На службе в РККФ с октября 1927 года. Окончил Военно-морское училище имени М. В. Фрунзе (1931), командирские классы Учебного отряда подводного плавания имени С. М. Кирова (1932), Военно-морскую академию имени К. Е. Ворошилова (1941).
В феврале-декабре 1931 года — вахтенный начальник и штурман подводной лодки «Большевик» Морских сил Балтийского моря. После окончания Учебного отряда с февраля 1932 года — помощник командира подводных лодок «Комиссар», с декабря 1932 — ПЛ № 24, с декабря 1922 — ПЛ-13 «Форель» на Балтике. Затем был переведён на Тихоокеанский флот: с мая 1934 — командир подводной лодки Щ-112, с марта 1937 — командир подводной лодки Л-12, с января 1938 года — командир 12-го дивизиона подводных лодок. В ноябре направлен командованием флота учиться в академию.
После окончания командного факультета Военно-морской академии в апреле 1941 года назначен начальником штаба отдельного учебного дивизиона подводных лодок Краснознамённого Учебного отряда подводного плавания имени С. М. Кирова Балтийского флота (дивизион дислоцировался в Ораниенбауме). В этой должности встретил Великую Отечественную войну, участвовал в летне-осенних боевых действиях 1941 года на Балтике. Участвовал в обороне Таллина (в качестве командира конвоя выполнил без единой потери под непрерывными бомбардировками два похода из Кронштадта в Таллин по доставке топлива и боеприпасов оборонявшим город войскам), обороне Ханко и в обороне Ленинграда.
В связи с прекращением походов подводных лодок в зимнее время в конце октября того же года переведён в Главный морской штаб, где служил старшим командиром-оператором 5-го отдела, затем начальником ряда отделов оперативного управления. Особое внимание уделял внедрению опыта воюющих флотов в боевую подготовку Тихоокеанского флота и Амурской военной флотилии. Участник Ялтинской конференции в феврале 1945 года, входил в рабочую группу наркома ВМФ СССР Н. Г. Кузнецова.
Оба брата В. А. Касатонова (Яков и Фёдор) воевали на фронтах Великой Отечественной войны, Фёдор погиб в 1944 году.
С декабря 1945 года — начальник штаба Кронштадтского морского оборонительного района. С февраля 1947 — начальник морского отдела, с июня 1947 — помощник начальника Главного оперативного управления Генерального штаба по ВМФ — начальник морского отдела ГОУ.

Надгробный памятник над могилой В. А. Касатонова на Новодевичьем кладбище Москвы

С октября 1949 года — начальник штаба — первый заместитель командующего 5-м ВМФ (Тихий океан, главная база флота — Владивосток), а с апреля 1953 года — первый заместитель командующего Тихоокеанским флотом.
С ноября 1954 года — командующий 8-м ВМФ (северная часть Балтийского моря), с декабря 1955 года — командующий Черноморским флотом, а с февраля 1962 года — командующий Северным флотом. В мае-июне 1961 года находился в Албании, организуя эвакуацию советского персонала и кораблей ввиду стремительного ухудшения советско-албанских отношений. В сентябре-октябре 1963 года являлся старшим на борту во время похода атомной подводной лодки К-181 (командир капитан 2-го ранга Сысоев Ю. А.) под льдами Северного Ледовитого океана в район Северного полюса, где 29 сентября 1963 года произвела всплытие в полынье в непосредственной близости от полюса. Продолжительность похода составила 9 суток и 3 часа, было пройдено 3464 морских мили, из них подо льдом 1800 морских миль.
С июня 1964 года — первый заместитель Главнокомандующего — член Военного совета Военно-морского флота СССР. 18 июня 1965 года присвоено воинское звание «адмирал флота». Касатонов внёс большой вклад в укрепление боевой готовности ВМФ, в испытания новых кораблей и в изучение условий действий сил флота в арктических районах.
Указом Президиума Верховного Совета СССР от 25 ноября 1966 года «за большой вклад в повышение боевой готовности ВМФ, испытания новых кораблей и проявленные при этом мужество и героизм» адмиралу флота Касатонову Владимиру Афанасьевичу присвоено звание Героя Советского Союза с вручением ордена Ленина и медали «Золотая Звезда».
С сентября 1974 года — военный инспектор-советник Группы генеральных инспекторов МО СССР. Продолжал работу по исследованию истории отечественного флота, был членом авторского коллектива четырёхтомного труда «Краснознаменный Балтийский флот в Великой Отечественной войне советского народа 1941 —1945 гг.».
Депутат Совета Союза Верховного Совета СССР 5 и 6 созывов от Крымской области, Совета Национальностей Верховного Совета СССР 7, 8 и 9 созывов от Эстонской ССР (1958—1979).
Почётный гражданин Таллина (1980).
Скончался 9 июня 1989 года в Москве. Похоронен на Новодевичьем кладбище.
В. А. Касатонов стал родоначальником династии морских офицеров Касатоновых:
- Сын — Касатонов, Игорь Владимирович (род. 1939) — первый заместитель Главнокомандующего ВМФ России (1992—1999), адмирал (1991).
- Внуки — капитан 1-го ранга Касатонов А. И., полковник Касатонов К. И.
- Внук — адмирал Касатонов, Владимир Львович (род. 1962) — заместитель Главнокомандующего Военно-морским флотом России (с 2019)
- Внучатый племянник — Касатонов, Алексей Викторович (род. 1959) — советский хоккеист, двукратный олимпийский чемпион (1984 и 1988), многократный чемпион мира, Европы, СССР. Заслуженный мастер спорта СССР.

## Награды
- Герой Советского Союза (25 ноября 1966).
- 3 ордена Ленина (26.02.1953, 20.07.1960, 25.11.1966).
- Орден Октябрьской Революции (17.07.1980)[11]
- 2 ордена Красного Знамени (6.11.1947, 16.06.1972).
- Орден Нахимова 2-й степени (8.07.1945).
- 2 ордена Отечественной войны 1-й степени (26.02.1945, 11.03.1985).
- 2 ордена Трудового Красного Знамени (28.04.1963, 20.07.1970).
- 2 ордена Красной Звезды (22.02.1943, 3.11.1944).
- Орден «За службу Родине в Вооружённых Силах СССР» 3-й степени (30.04.1975).
- Ряд медалей СССР.

Иностранные награды
- Орден «9 сентября 1944 года» 1-й степени с мечами (Болгария, 14.09.1974)
- Орден «Звезда дружбы народов» 2-й степени (ГДР, 23.02.1988)
- Орден Красного Знамени (Монголия, 6.07.1971)
- Медаль «За укрепление дружбы по оружию» 1-й степени (ЧССР)
- Медаль «50 лет Монгольской Народной Армии» (Монголия, 1971)
- Медаль «60 лет Вооружённых Сил МНР» (Монголия, 1981)
- Медаль «Китайско-советская дружба» (КНР)
- Медаль «Братство по оружию» (Польша, 1988)
- Медаль «20-я годовщина Революционных Вооруженных сил Кубы» (Куба, 1976)
- Медаль «30-я годовщина Революционных Вооруженных сил Кубы» (Куба, 1986)
- Медаль «100 лет со дня рождения Георгия Димитрова» (Болгария, 1982)
- Медаль «40 лет Победы над гитлеровским фашизмом» (Болгария, 1985)

## Воинские звания
- Контр-адмирал (24.05.1945).
- Вице-адмирал (03.11.1951).
- Адмирал (08.08.1955).
- Адмирал флота (18.06.1965).

## Память
- Именем В. А. Касатонова назван фрегат проекта 22350 «Адмирал флота Касатонов» (в строю с 2020 года)[12].
- В Севастополе установлена мемориальная доска в честь В. А. Касатонова.
- Именем Героя названы улица в селе Лески (Белгородская область) и в посёлке Щепкин (Ростовская область).
- В селе Беленихино Прохоровского района Белгородской области открыт Музей военной династии Касатоновых [13].
- На доме 31/13 по переулку Сивцев Вражек в Москве, к котором он жил с 1966 по 1989 годы в честь В. А. Касатонова 4 мая 2022 года установлена мемориальная доска[14] работы скульптора И. А. Бурганова[15].

## Сочинения
- В. А. Касатонов. Большой атомный. — М., 1985. — 1000 экз.
- В. А. Касатонов. Нам жизнь дана на добрые дела. — Севастополь, 1991.
- В. А. Касатонов. На фарватерах флотской службы. — М.: Андреевский флаг, 1994. — ISBN 5-85608-087-4.
- В. А. Касатонов. На Балтике в сорок первом. // Морской сборник. — 1998. — № 10. — С.79—84.